# 西村貴世
西村 貴世（にしむら たかよ、1968年7月4日 - ）は日本のアニメーター。男性。神奈川県生まれ、神奈川県川崎市在住。

## 経歴
デビューは、『キャッ党忍伝てやんでえ』の原画。その後『七つの海のティコ』、『ナースエンジェルりりかSOS』『ルパン三世 DEAD OR ALIVE』などに携わりながら経験を積む。2004年新海誠監督『雲のむこう、約束の場所』にスタッフとして参加したことがきっかけで、2007年同監督『秒速5センチメートル』のキャラクターデザイン・作画監督を担う。

## 参加作品

### テレビアニメ
- クレヨンしんちゃん（1992年） - 原画
- 七つの海のティコ（1994年） - 原画
- 少女革命ウテナ（1997年） - 原画
- 中華一番!（1997年 - 1998年） - 原画
- ルパン三世 1$マネーウォーズ（2000年） - 原画
- ルパン三世 EPISODE:0 ファーストコンタクト（2002年） - 原画
- 名探偵コナン（2004年） - 原画
- ルパン三世 天使の策略 〜夢のカケラは殺しの香り〜（2005年） - 原画
- トランスフォーマー アニメイテッド（2008年） - 絵コンテ
- こんにちは アン 〜Before Green Gables（2009年） - キャラクターデザイン・作画監督[1]
- ベン・トー（2011年） - 原画
- ルパン三世 血の刻印 〜永遠のMermaid〜（2011年） - 原画
- ハヤテのごとく! CAN'T TAKE MY EYES OFF YOU（2012年） - メインアニメーター・サブキャラクターデザイン・ゲストキャラクターデザイン・原画
- 大人女子のアニメタイム「夕餉」（2013年） - キャラクターデザイン
- ハヤテのごとく!Cuties（2013年） - サブキャラクターデザイン・OP作画監督・原画
- 残響のテロル（2014年） - 作画監督・作画監督補佐・原画
- 神撃のバハムート GENESIS（2014年） - 作画監督

### OVA
- ルパン三世 GREEN vs RED（2008年） - キャラクターデザイン・総作画監督
- ハヤテのごとく!（2014年） - サブキャラクターデザイン・原画

### 劇場アニメ
- ルパン三世 DEAD OR ALIVE（1996年） - 原画
- 劇場版 フランダースの犬（1997年） - 原画
- MARCO 母をたずねて三千里（1999年） - 原画
- WX III PATLABOR THE MOVIE 3（2002年） - 原画
- 雲のむこう、約束の場所（2004年） - 作画監督補佐
- ドラえもん のび太のワンニャン時空伝（2004年） - 原画
- あらしのよるに（2005年） - 原画
- 映画ドラえもん のび太の恐竜2006（2006年） - 原画
- クレヨンしんちゃん 嵐を呼ぶ 歌うケツだけ爆弾!（2007年） - 原画
- 映画ドラえもん のび太の新魔界大冒険 〜7人の魔法使い〜（2007年） - 原画
- 秒速5センチメートル（2007年） - キャラクターデザイン・作画監督
- ハヤテのごとく! HEAVEN IS A PLACE ON EARTH（2011年） - 原画
- 星を追う子ども（2011年） - キャラクターデザイン・作画監督
- 映画ドラえもん のび太と奇跡の島 〜アニマル アドベンチャー〜（2012年） - 原画
- クレヨンしんちゃん 嵐を呼ぶ!オラと宇宙のプリンセス（2012年） - 原画
- 言の葉の庭（2013年） - 原画
- 映画ドラえもん 新・のび太の大魔境 〜ペコと5人の探検隊〜 （2014年） - 作画監督・原画
- 映画ドラえもん のび太の宇宙英雄記 （2015年） - 作画監督
- ギャラクシー街道（2015年） - アニメパート作画監督
- 君の名は。（2016年） - 原画
- この世界の片隅に（2016年） - 原画
- 詩季織々（2018年） - キャラクターデザイン・作画監督
- きみと、波にのれたら（2019年） - 原画
- 天気の子（2019年） - 原画
- 映画ドラえもん のび太の新恐竜（2020年） - 作画監督・原画
- すずめの戸締まり（2022年） - 作画監督補佐・原画
- 窓ぎわのトットちゃん（2023年） - イメージボード・作画監督・原画
- 映画ドラえもん のび太の絵世界物語（2025年） - 原画

## 関連人物
- 椛島義夫
- 新海誠
- 宮繁之